# Dolmens de Ferrussac
Les dolmens de Ferrussac sont un ensemble de cinq dolmens situé à La Vacquerie-et-Saint-Martin-de-Castries, dans le département français de l'Hérault.

## Dolmenno1
Le dolmen no 1, appelé aussi Grand dolmen de Ferrussac ou dolmen de Ferrussac-Esquirol, comporte une chambre de 3 m de long sur 1 m de large et haute de 2,30 m. La table de couverture mesure 4,80 m de long sur 2,50 m de large et 0,50 à 0,70 m d'épaisseur, son poids est estimé à 19 tonnes. Le couloir d'accès (5 m de long) est placé beaucoup plus bas que la chambre. L'ensemble est inclus dans un tumulus de 20 m de diamètre et 2,50 m de hauteur.

## Dolmenno2
43° 47′ 25″ N, 3° 29′ 00″ E

## Dolmenno3
Toutes les dalles sont en dolomie. La table de couverture mesure 2,50 m de long sur 1,90 m de large. 43° 47′ 19″ N, 3° 28′ 52″ E